# Eugène Pottier
Eugène Pottier (Parigi, 4 ottobre 1816 – Parigi, 6 novembre 1887) è stato un poeta e rivoluzionario francese. 
È l'autore del testo francese dell'inno L'Internazionale.

## Biografia
Artigiano disegnatore di tessuti, Pottier scrisse la sua prima canzone, intitolata Vive la Liberté, nel 1830. Partecipò alla Rivoluzione del 1848. Durante il Secondo Impero aprì un laboratorio di stampe su tessuti e, nel 1864, contribuì alla fondazione del sindacato dei disegnatori, che in seguito aderì alla Prima Internazionale.
Membro della Guardia nazionale, partecipò ai combattimenti durante l'assedio di Parigi del 1870, poi partecipò alla Comune di Parigi, di cui fu eletto membro in rappresentanza del secondo arrondissement, facendo anche parte della Commissione per i Servizi Pubblici. Partecipò ai combattimenti della Settimana di sangue. Nel giugno 1871, a Parigi (dove viveva in clandestinità per sfuggire alla repressione che seguì alla sconfitta della Comune) compose il poema L'Internazionale. In seguito si rifugiò in Inghilterra e, condannato a morte in contumacia il 17 maggio 1873, proseguì il suo esilio negli Stati Uniti, dove organizzò la solidarietà per i comunardi deportati. Aderì alla massoneria, fu iniziato nel 1875, nella Loggia Les Égalitaires, fondata a New-York da dei comunardi proscritti, poi al Partito Operaio Socialista d'America. Al suo ritorno in Francia dopo l'amnistia del 1880, in miseria e semiparalizzato,  si affiliò nel 1887 alla Loggia "Le Libre Examen" del Grande Oriente di Francia a Parigi.
Acquisì la celebrità postuma solo nel 1888, quando L'Internazionale fu musicato da Pierre Degeyter.
Eugène Pottier è sepolto a Parigi, nel cimitero di Père-Lachaise.

## Opere
Una prima edizione delle sue Canzoni fu pubblicata nel 1884, cui fece seguito nel 1887 la pubblicazione dei Canti rivoluzionari con prefazione di Henri Rochefort.
- Poésies d'économie sociale et chants socialistes révolutionnaires, Parigi 1884
- Quel est le fou? con prefazione di Gustave Nadaud, Parigi 1884
- Chants révolutionnaires, prefazione di Henri Rochefort, Parigi 1887
- Œuvres complètes, raccolte, presentate e annotate da Pierre Brochon, Parigi 1966